# Dihidrotahisterol
Dihidrotahisterolul (DHT) este un analog sintetic de vitamina D care este utilizat ca medicament și supliment alimentar. Este activat la nivel hepatic și nu necesită activare renală prin hidroxilare, precum este cazul vitaminei D2 (ergocalciferol) și al vitaminei D3 (colecalciferol). Prezintă un efect rapid (ce se instalează în decurs de două ore), un timp de înjumătățire lung și un efect mai pronunțat asupra mineralizării osoase în comparație cu vitamina D.